# Mesocyklon
En mesocyklon dannes i forbindelse med de voldsomste tordenbyger, der kaldes for superceller. Inde i en sådan supercelle kan den opstigende luft begynde at rotere idet supercellen dannes i en atmosfære, hvor vinden ændrer sig kraftigt i retning og hastighed op igennem troposfæren. Det, der i fagsproget kaldes for vindshear. Mesocyklonen vil være et rør, der roterer kraftigt opad i supercellens opvindsområde. Inde i dette rør vil lufttrykket falde ganske betydeligt, hvilket giver meget kraftige vinde i området omkring det. Mesocyklonen spiller en ganske betydelig rolle i forbindelse med dannelsen af de kraftigste tornadoer i verden. 
Mesocyklonens tilstedeværelse i en tordenbyge kan ofte ses direkte, idet der under tordenbygen uden for nedbørsområdet vil dannes en såkaldt wallcloud, der ses som en roterende, meget lavt hængende sky. Det er ofte fra undersiden af denne wallcloud, at tornadoerne danner sig. 
En mesocyklon vil også kunne påvises med en vejrradar af typen dopplerradar. Her vil mesocyklonen kunne ses som et krogformet radarekko i tordenbygen, det såkaldte hook echo.
- Wikimedia Commons har flere filer relateret til Mesocyklon